# L. Scott Caldwell
Laverne Scott Caldwell (Chicago, Illinois, 17 de abril de 1950) é uma atriz norte-americana é conhecida por interpretar Rose no seriado Lost 2004-2010.
É formada em Comunicação e Artes Teatrais pela Universidade Loyola de Chicago, e possui uma longa lista de participação em filmes, peças de teatro e televisão.

## Filmografia
- The Secret Life of the American Teenager (2008) como Margaret Shakur
- A Gangue Está Em Campo (2006) como Bobbi Porter
- O Mistério da Libélula (2002) como uma enfermeira
- Esquentando o Alasca (1999) como Judge McGibbons
- O Diabo Veste Azul (1995) como Hattie Mae Parsons
- A Rede (1995) como uma advogada
- Falando de Amor (1995) como a advogada do divórcio de Bernadine
- Soweto Green (1995) como Cora Tshabalala
- O Fugitivo (1993) como uma agente federal
- Justiça Extrema (1993) como Devlin
- Dutch (1991) como uma dona de casa
- Up Against The Wall (1991) como Sandy Wilkes
- O Exterminador 2 (1984) como uma Patrona
- Desaparecidos (1983) como Janet Smith